# SAT-Amikaro
SAT-Amikaro (en français : L'Amicale de SAT), de son nom complet : SAT-Amikaro - Union des Travailleurs Espérantistes des pays de langue française, est une association de travailleurs espérantophones, française, liée à l'association mondiale anationale (en espéranto : Sennacieca Asocio Tutmonda ou SAT).
SAT-Amikaro a pour l'objectif de mettre l'espéranto plus particulièrement au service des personnes pour lesquelles cette langue présente en premier lieu un intérêt d'ordre social, pédagogique, culturel et pratique ; ainsi que d'ouvrir l'accès à SAT aux personnes qui souhaitent participer à la réalisation de ses buts.
Elle se spécialise donc dans quatre secteurs essentiels relatifs à l'espéranto :
- Information ;
- Enseignement ;
- Édition de matériel d'information, de documentation et d'étude ;
- Service librairie.

SAT-Amikaro a un réseau de correspondants, d'enseignants et d'animateurs dans la plupart des départements de France, ainsi qu'en Belgique francophone, en Suisse romande, et dans plusieurs pays d'Afrique francophone.

## Positions
SAT-Amikaro donne cette définition de son positionnement :

« L'espéranto appartient au même titre à toute personne intéressée par son usage, où que ce soit dans le monde. La généralisation de son usage dans les relations entre personnes de langues différentes est l'affaire de toutes et de tous. Aucun pays, aucune puissance, aucune organisation, ne peuvent en revendiquer le monopole. Par ailleurs, il est naturel de se regrouper par affinités, par buts de recherches, par groupes d'intérêts, etc. C'est pourquoi, parmi des associations très diverses susceptibles de satisfaire toutes sortes d'attentes, SAT occupe une position particulière. »

L'association mondiale anationale et les organisations affiliées (entre autres, SAT-Amikaro) se donnent précisément pour but de répondre aux aspirations des personnes qui, par la connaissance de l'espéranto, désirent étendre l'horizon de leurs connaissances, accroître leurs possibilités d'échanges internationaux et participer, de manière active et constructive, à l'évolution du monde.
Alors que SAT vise l'application pratique de l'espéranto, et se compose de ce fait d'adhérents parlant cette langue, le rôle de diffusion de l'espéranto incombe à des organisations liées à SAT par une convention. Le champ d'activités de ces organisations s'étend non point en fonction des frontières nationales, mais des zones linguistiques. Pour la francophonie, ce rôle revient à SAT-Amikaro.

## Histoire
SAT-Amikaro, qui existe sous ce nom depuis 1937, est la continuation d'associations qui l'ont précédé sous différents noms: Fédération des Espérantistes Révolutionnaires (1921), Fédération Espérantiste Ouvrière (1923), Fédération Espérantiste du Travail (1936).
Les premiers membres de l'association sont les membres francophones fondateurs de SAT, l'association mondiale anationale (Eugène Lanti, Louis Glodeau, Lucien Bannier…).
Les congrès fédéraux ont lieu successivement à Orleans (1921), Troyes (1922), Saint-Denis (1923), Rouen (1924), Lyon (1925), Paris (1926), Ivry (1927), Bourges (1928), Saint-Étienne (1929), Saint-Denis (1930), Nancio (1931), Bruxelles (1932), Lyon (1933).
L'emblématique Cours Rationnel, méthode d'espéranto qui se vend encore aujourd'hui dans sa dixième édition, est édité pour la première fois dès 1921, se tournant à l'époque très explicitement vers le public prolétarien en se plaçant très clairement sur le terrain de la lutte des classes.

## Liens avec les autres associations
En tant qu'association de travailleurs espérantophones, SAT-Amikaro est liée à l'association mondiale anationale (en espéranto : Sennacieca Asocio Tutmonda ou SAT) par la convention de Göteborg.
Par ailleurs, elle est membre de l'association des amis de la Commune de Paris et de l'April. Elle entretient également des liens avec l'Union pacifiste, les Citoyens du Monde, l'Association d'Histoire et d'Archéologie du 20e Arrondissement de Paris (avec laquelle elle a organisé des évènements à La Bellevilloise), la Fédération nationale de la libre pensée ou encore la Ligue des droits de l’Homme.
Elle entretient également des liens avec d'autres organisations espérantistes francophones, telles que la Fédération espérantiste du travail (avec laquelle elle participe à la fête de l'Humanité), l'Association française des cheminots pour l'espéranto ou Espéranto-France. SAT-Amikaro codirige, avec cette dernière, l'Institut français d'espéranto.
Enfin, plusieurs de ses membres sont également membres d'organisations politiques, telles que la Fédération anarchiste, Alternative libertaire, le Parti communiste français, le Parti de gauche, le Parti socialiste, Europe Écologie Les Verts, etc.

## Activités

### Cours d'espéranto
SAT-Amikaro propose des cours d'espéranto, soit à son siège, soit par correspondance. Il existe des cours pour des personnes de tout niveau, des débutants jusqu'aux locuteurs expérimentés.
Certains membres de SAT-Amikaro proposent également des cours dans plusieurs régions de France.

### Service librairie
L'association dispose d'un service librairie qui vend de nombreux livres, des CD (en lien avec Vinilkosmo), des affiches, des autocollants, des T-shirts ainsi que des cartes postales. Ce service est accessible au siège de l'association à Paris, ainsi que par correspondance, l'association éditant un catalogue tous les ans.
Le service librairie entretient des liens avec diverses organisations qui éditent ou vendent des produits en espéranto tels que Vinilkosmo, la Coopérative d'édition de SAT (SAT-Eldona Fako Kooperativa), l'Édition de La Blanchetière (qui édite les ouvrages d'André Cherpillod), la boutique de la Ligue flamande d'espéranto (eo), etc.

### Édition
SAT-Amikaro édite plusieurs ouvrages, dont les plus célèbres sont le Cours Rationnel d’Espéranto, le Junul-kurso, le Dictionnaire de poche Français-Espéranto Espéranto-Français ou encore le Dictionnaire Pratique Français-Espéranto Espéranto-Français. L'association édite également d'autres ouvrages concernant la grammaire de l'espéranto ou l'histoire du mouvement espérantiste. Par exemple, lors du 64e congrès de l'association qui eut lieu en 2009 à Pau, SAT-Amikaro a édité deux ouvrages : Kiel traduki d'André Andrieu et Jules Verne espérantiste ! de Lionel Dupuy.
L'association édite également d'autres produits comme des affiches, des autocollants ou des cartes postales.

### La Sago
La Sago, mot signifiant « La Flèche » en espéranto, mais étant également l'acronyme de La Sat-Amikara Gazeto, littéralement « La Revue de SAT-Amikaro », est la revue officielle de l'association, elle est de fait bimensuelle depuis 2014.
La Sago remplace l'ancienne revue qui portait le nom de l'association.
Le rythme annuel de parution était à l'origine de dix numéros de 16 pages. Chaque numéro de La Sago comportait, en supplément interne détachable, quatre pages centrales en français, jusqu'au numéro 72 inclus. À partir du 73, un numéro complet et indépendant est défini comme supplément annuel en français. Aucun numéro ainsi défini n'a été édité à ce jour[Quand ?]. Le rythme a été d'un numéro de 16 pages tous les deux mois jusqu'au numéro 120 de mars-avril 2018.
Les articles proviennent uniquement des contributions des lecteurs — qu'ils soient adhérents ou non de SAT-Amikaro — en espéranto ou en français, s'ils concernent le mouvement espérantiste, en espéranto quand ils concernent des sujets généraux d'actualité ou de problèmes de société. La Sago, organe de SAT-Amikaro, est évidemment le reflet de son idéologie, qui se définit résolument progressiste.

### Radio Esperanto
SAT-Amikaro anime une émission sur Radio libertaire : Radio Esperanto. Cette émission est diffusée en direct tous les vendredis de 17h30 à 19 heures.

### Campagne pour l'espéranto au bac
En avril 2011, lors de la rencontre d'espéranto IREM 2011 à Sète, les associations SAT-Amikaro et Espéranto-France ont lancé conjointement une action de pétition visant l'ajout de l'espéranto à la liste des langues à option au baccalauréat.

## Congrès
L'association se réunit traditionnellement en congrès tous les ans, généralement pendant le week-end de Pâques. Ces congrès permettent de définir les actions futures de l'association, d'échanger, de partager des expériences. C'est également l'occasion d'acheter des livres, affiches ou autocollants au service librairie ou des CD à Vinilkosmo.
Pendant les soirées, des concerts, pièces de théâtre ou projection de film sont organisées, et le mardi est généralement le jour d'une excursion touristique et culturelle dans la région où a lieu le congrès.

### Liste des congrès de SAT-Amikaro
| N°    | Année | Ville                                                             | Pays                                                              | Région F / Région B / Canton                                      |
| ----- | ----- | ----------------------------------------------------------------- | ----------------------------------------------------------------- | ----------------------------------------------------------------- |
| 1     | 1946  | Nancy                                                             | France                                                            | Lorraine                                                          |
| 2     | 1947  | Lyon                                                              | France                                                            | Rhône-Alpes                                                       |
| 3     | 1948  | Rennes                                                            | France                                                            | Bretagne                                                          |
| 4     | 1949  | Tours                                                             | France                                                            | Centre                                                            |
| 5     | 1950  | Grenoble                                                          | France                                                            | Rhône-Alpes                                                       |
| 6     | 1951  | Toulouse                                                          | France                                                            | Midi-Pyrénées                                                     |
| 7     | 1952  | Liège                                                             | Belgique                                                          | Wallonie                                                          |
| 8     | 1953  | Angoulême                                                         | France                                                            | Poitou-Charentes                                                  |
| 9     | 1954  | Caudry                                                            | France                                                            | Nord-Pas-de-Calais                                                |
| 10    | 1955  | Narbonne                                                          | France                                                            | Languedoc-Roussillon                                              |
| 11    | 1956  | Angers                                                            | France                                                            | Pays de la Loire                                                  |
| 12    | 1957  | Saintes                                                           | France                                                            | Poitou-Charentes                                                  |
| 13    | 1958  | Saint-Étienne                                                     | France                                                            | Rhône-Alpes                                                       |
| 14    | 1959  | Bruxelles                                                         | Belgique                                                          | Bruxelles-Capitale                                                |
| 15    | 1960  | Aubenas                                                           | France                                                            | Rhône-Alpes                                                       |
| 16    | 1961  | Limoges                                                           | France                                                            | Limousin                                                          |
| 17    | 1962  | Tours                                                             | France                                                            | Centre                                                            |
| 18    | 1963  | Rouen                                                             | France                                                            | Haute-Normandie                                                   |
| 19    | 1964  | Rennes                                                            | France                                                            | Bretagne                                                          |
| 20    | 1965  | Nancy                                                             | France                                                            | Lorraine                                                          |
| 21    | 1966  | Cenon                                                             | France                                                            | Aquitaine                                                         |
| 22    | 1967  | Anderlecht                                                        | Belgique                                                          | Bruxelles-Capitale                                                |
| 23    | 1968  | Toulouse                                                          | France                                                            | Midi-Pyrénées                                                     |
| 24    | 1969  | Paris                                                             | France                                                            | Île-de-France                                                     |
| 25    | 1970  | Béziers                                                           | France                                                            | Languedoc-Roussillon                                              |
| 26    | 1971  | Yvetot                                                            | France                                                            | Haute-Normandie                                                   |
| 27    | 1972  | Narbonne                                                          | France                                                            | Languedoc-Roussillon                                              |
| 28    | 1973  | Lausanne                                                          | Suisse                                                            | Vaud                                                              |
| 29    | 1974  | Agen                                                              | France                                                            | Aquitaine                                                         |
| 30    | 1975  | Saint-Junien                                                      | France                                                            | Limousin                                                          |
| 31    | 1976  | Artigues-près-Bordeaux                                            | France                                                            | Aquitaine                                                         |
| 32    | 1977  | Bédarieux                                                         | France                                                            | Languedoc-Roussillon                                              |
| 33    | 1978  | Rennes                                                            | France                                                            | Bretagne                                                          |
| 34    | 1979  | Avignon                                                           | France                                                            | Provence-Alpes-Côte d'Azur                                        |
| 35    | 1980  | Boulogne-sur-Mer                                                  | France                                                            | Nord-Pas-de-Calais                                                |
| 36    | 1981  | Saint-Jorioz                                                      | France                                                            | Rhône-Alpes                                                       |
| 37    | 1982  | Saint-Pierre-de-Chandieu                                          | France                                                            | Rhône-Alpes                                                       |
| 38    | 1983  | Saint-Brieuc                                                      | France                                                            | Bretagne                                                          |
| 39    | 1984  | Draguignan                                                        | France                                                            | Provence-Alpes-Côte d'Azur                                        |
| 40    | 1985  | Saint-Nazaire                                                     | France                                                            | Pays de la Loire                                                  |
| 41    | 1986  | Saint-Pierre-de-Chandieu                                          | France                                                            | Rhône-Alpes                                                       |
| 42    | 1987  | Vaison-la-Romaine                                                 | France                                                            | Provence-Alpes-Côte d'Azur                                        |
| 43    | 1988  | Albi                                                              | France                                                            | Midi-Pyrénées                                                     |
| 44    | 1989  | Pézenas                                                           | France                                                            | Languedoc-Roussillon                                              |
| 45    | 1990  | Bondy                                                             | France                                                            | Île-de-France                                                     |
| 46    | 1991  | Nazelles-Négron                                                   | France                                                            | Centre                                                            |
| 47    | 1992  | Artigues-près-Bordeaux                                            | France                                                            | Aquitaine                                                         |
| 48    | 1993  | Hérouville-Saint-Clair                                            | France                                                            | Basse-Normandie                                                   |
| 49    | 1994  | Baugé (Grésillon)                                                 | France                                                            | Pays de la Loire                                                  |
| 50    | 1995  | Mittelwihr                                                        | France                                                            | Alsace                                                            |
| 51    | 1996  | Orly                                                              | France                                                            | Île-de-France                                                     |
| 52    | 1997  | Limoges                                                           | France                                                            | Limousin                                                          |
| 53    | 1998  | Quintin                                                           | France                                                            | Bretagne                                                          |
| 54    | 1999  | Glay                                                              | France                                                            | Franche-Comté                                                     |
| 55    | 2000  | Fouquières-lès-Lens                                               | France                                                            | Nord-Pas-de-Calais                                                |
| 56    | 2001  | Chambéry                                                          | France                                                            | Rhône-Alpes                                                       |
| 57    | 2002  | Vigy                                                              | France                                                            | Lorraine                                                          |
| 58    | 2003  | Agde                                                              | France                                                            | Languedoc-Roussillon                                              |
| 59    | 2004  | La Roche-sur-Yon                                                  | France                                                            | Pays de la Loire                                                  |
| 60    | 2005  | Boulogne-sur-Mer                                                  | France                                                            | Nord-Pas-de-Calais                                                |
| 61    | 2006  | Yzeure                                                            | France                                                            | Auvergne                                                          |
| 62    | 2007  | Artigues-près-Bordeaux                                            | France                                                            | Aquitaine                                                         |
| 63    | 2008  | Antony                                                            | France                                                            | Île-de-France                                                     |
| 64    | 2009  | Pau                                                               | France                                                            | Aquitaine                                                         |
| 65    | 2010  | Hillion                                                           | France                                                            | Bretagne                                                          |
| 66    | 2011  | Sète                                                              | France                                                            | Languedoc-Roussillon                                              |
| 67    | 2012  | Châteauroux                                                       | France                                                            | Centre                                                            |
| 68    | 2013  | Métabief                                                          | France                                                            | Franche-Comté                                                     |
| 69    | 2017  | Saint-Sébastien-sur-Loire                                         | France                                                            | Pays de la Loire                                                  |
| 70    | 2018  | Paris                                                             | France                                                            | Île-de-France                                                     |
| 71    | 2019  | Montluçon                                                         | France                                                            | Auvergne-Rhône-Alpes                                              |
| 72-73 | 2021  | Sous forme de visioconférence du fait de la pandémie de Covid-19. | Sous forme de visioconférence du fait de la pandémie de Covid-19. | Sous forme de visioconférence du fait de la pandémie de Covid-19. |
| 74    | 2022  | Grésillon (Baugé-en-Anjou)                                        | France                                                            | Pays de la Loire                                                  |
| 75    | 2023  | Bourges                                                           | France                                                            | Centre-Val de Loire                                               |

### Localisation
| Bruxelles Glay |

## Contacts

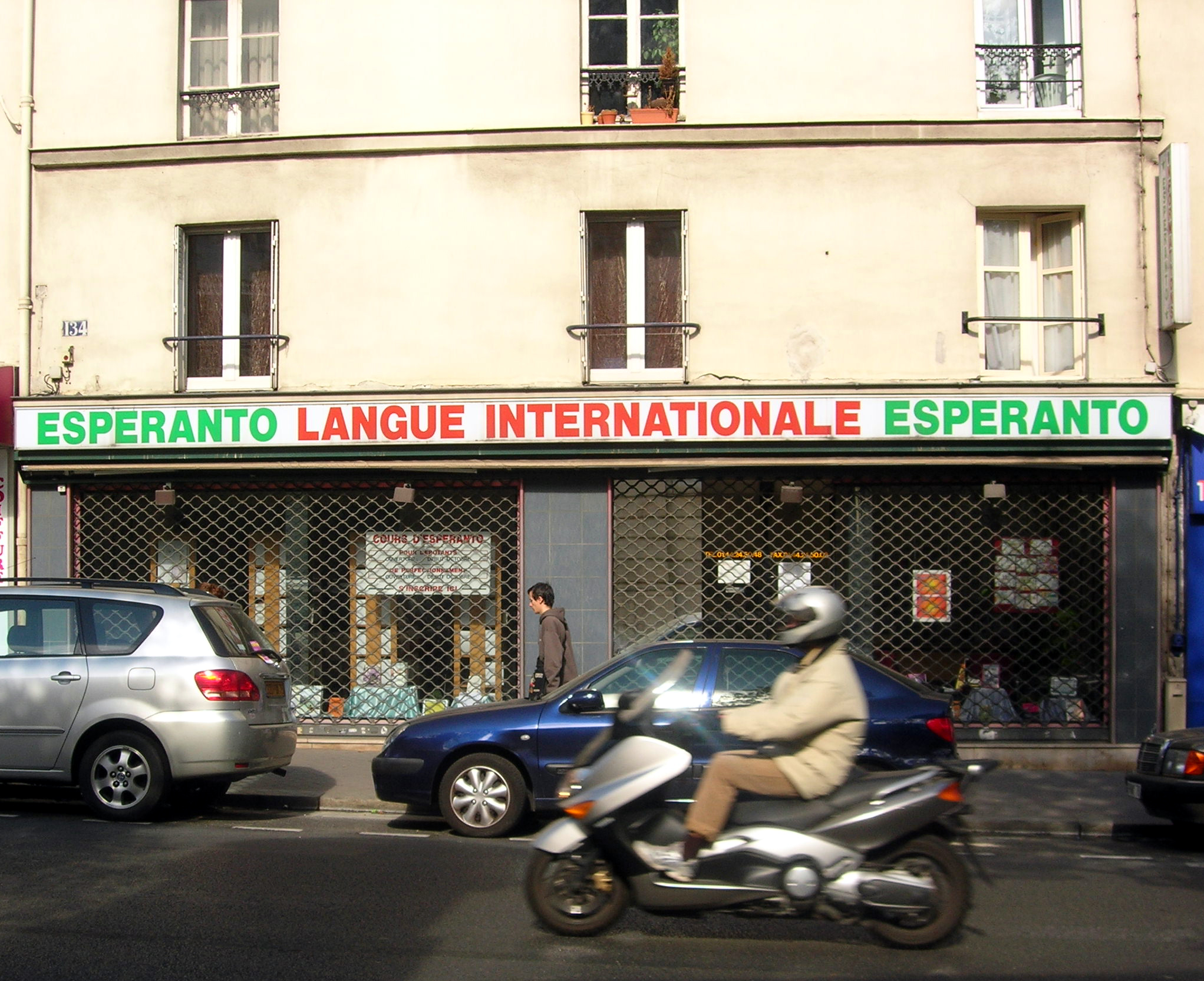
Le siège de SAT-Amikaro, à Paris 13e

### France
Le principal contact en France est le siège de l'association, localisé au 132-134, boulevard Vincent-Auriol dans le 13e arrondissement de Paris. L'association possède également des représentants dans d'autres régions de France : Bretagne, Lorraine, Midi-Pyrénées et Pays de la Loire, ainsi que des membres dans plusieurs autres régions.

### Belgique
En Belgique, le représentant de l'association est le groupe Espéranto-Infor, localisé au 14 rue du Loutrier à Bruxelles.

### Suisse
En Suisse, la représentante de l'association est Mireille Grosjean (vivant au 9 Grand-Rue aux Brenets).